# Komin w Dupnicy
Komin w Dupnicy, Schronisko w Ryczowie VII – schronisko w skałach Dupnicy we wsi Ryczów w województwie śląskim, powiecie zawierciańskim, w gminie Ogrodzieniec. Pod względem geograficznym jest to obszar Wyżyny Mirowsko-Olsztyńskiej, będącej częścią Wyżyny Częstochowskiej w obrębie Wyżyny Krakowsko-Częstochowskiej.

## Opis obiektu
Znajduje się w najbardziej na północ wysuniętej skale wzniesienia Dupnica. Jest to wysoki na 10 m wybitny komin. Jego północna ściana uległa zniszczeniu w wyniku denudacji, wskutek czego komin obecnie jest odkryty. Powstał na szczelinie w wyniku procesów krasowych. Znajduje się w nim kilka progów, a w górnej części komina na jego ścianach są kotły wirowe. Posiada jeden boczny otwór o wschodniej ekspozycji. Brak nacieków. Na dnie komina występuje próchnica.
Schronisko zostało wytworzone w wapieniach skalistych z jury późnej. Jego wnętrze jest widne, miejscami rozwijają się w nim trawy, glony i siewki drzew.
W 1993 roku sporządzono plan i opis obiektu dla Zarządu Zespołu Jurajskich Parków Krajobrazowych woj. katowickiego. W dokumentacji tej ma nazwę Schronisko w Ryczowie VII. We wrześniu 1993 r. A. Polonius i S. Kornaś zmierzyli komin. W 1994 r. Adam Polonius opisał schronisko i sporządził jego plan, nadając mu nazwę Komin w Dupnicy.

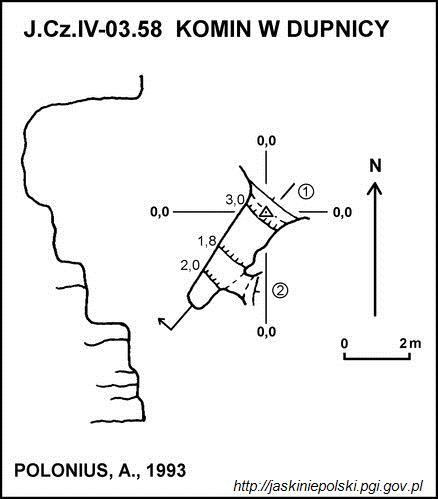
Plan